# Praseodym(III)-phosphat
Praseodym(III)-phosphat ist das Praseodymsalz der Phosphorsäure.

## Darstellung
Praseodym(III)-phosphat kann mithilfe von Phosphorsäure aus einer Praseodym(III)-chlorid Lösung ausgefällt werden.
{\displaystyle {\ce {PrCl3 + H3PO4 -> PrPO4 v + 3HCl}}}
Eine weitere Möglichkeit zur Darstellung bietet die Reaktion von Praseodym(III)-oxid mit Diammoniumhydrogenphosphat bei 1200 °C.
{\displaystyle {\ce {Pr2O3 + 2(NH4)2HPO4 -> 2PrPO4 + 4NH3 + 3H2O}}}
Alternativ können auch Praseodym(III)-nitrat oder Praseodym(III, IV)-oxid sowie Ammoniumdihydrogenphosphat oder Siliciumpyrophosphat verwendet werden.

## Eigenschaften
Praseodym(III)-phosphat bildet grüne, monokline Kristalle im Monazit Strukturtyp mit der Raumgruppe P21/n (Raumgruppen-Nr. 14, Stellung 2) mit den Gitterparametern a = 676 pm, b = 695 pm, c = 641 pm, β = 103.25° und vier Formeleinheiten pro Elementarzelle.
Mit Natriumfluorid bildet sich oberhalb von 700 °C Na2PrF2PO4.